# William Hartnell
William Henry Hartnell (Londra, 8 gennaio 1908 – Londra, 23 aprile 1975) è stato un attore britannico, il primo interprete del ruolo del Dottore nella serie tv di fantascienza Doctor Who, dal 1963 al 1966.

## Biografia

### Primi anni di vita
Hartnell nacque l'8 gennaio 1908 nei bassifondi del quartiere di St Pancras, Londra, Inghilterra, figlio unico di Lucy Hartnell, una madre nubile. Hartnell non scoprì mai l'identità di suo padre, i cui dettagli furono lasciati in bianco sul suo certificato di nascita, nonostante i suoi sforzi per rintracciarlo. In varie interviste, affermò di essere nato a Seaton, nel Devon, e che suo padre era un allevatore di latte, ma in seguito disse che era un soldato diventato agente di cambio.
Hartnell fu allevato in parte da una madre adottiva, e trascorse molte vacanze nel Devon con la famiglia di agricoltori di sua madre, da cui imparò ad andare a cavallo. Secondo alcune fonti, cadde e fu colpito da un cavallo; il disinfettante applicato sulla ferita aggravò la lesione, causando vesciche. Il risultato fu una cicatrice permanente sulla tempia, che era visibile in alcuni scatti, sebbene venisse coperta dal trucco durante le riprese.
Era cugino di secondo grado dello stilista Norman Hartnell.
Hartnell lasciò la scuola senza prospettive e si dilettò nella piccola criminalità. All'età di 16 anni, incontrò il collezionista d'arte Hugh Blaker, che in seguito divenne il suo tutore non ufficiale, gli fece fare un allenamento come fantino e lo aiutò ad entrare nell'Accademia Italia Conti. Essendo il teatro una passione di Blaker, pagò per Hartnell per ricevere un po' di "smalto" all'Imperial Service College, anche se Hartnell trovò le restrizioni eccessive e scappò via. Quando Hartnell si sposò, lui e sua moglie continuarono a vivere in una delle proprietà adiacenti di Blaker a Isleworth e la loro figlia nacque lì nel 1929.

### Primi anni di carriera
Hartnell entrò in teatro nel 1925 lavorando sotto la guida di Frank Benson come macchinista. Apparve in numerose opere shakespeariane, tra cui Il mercante di Venezia, Giulio Cesare, Come vi piace, Amleto, La tempesta e Macbeth (tutti del 1926). Apparve anche in She Stoops to Conquer, The School for Scandal (entrambi del 1926) e Good Morning, Bill (1927), prima di esibirsi in Miss Elizabeth's Prisoner (1928). Questa commedia è stata scritta da Robert Neilson Stephens e E. Lyall Swete. Presentava l'attrice Heather McIntyre, che sposò l'anno successivo. La sua prima di oltre 60 apparizioni cinematografiche fu in Say It With Music (1932).
Anche il lavoro radiofonico ha caratterizzato la sua carriera, con la sua prima performance conosciuta - in una produzione di Chinese Moon Party - trasmessa dalla BBC l'11 maggio 1931.
Dallo scoppio della Seconda Guerra Mondiale, Hartnell tentò di arruolarsi volontario nella RAF. Prestò servizio nell'esercito britannico nel Tank Corps, ma fu congedato dopo 18 mesi a causa di un esaurimento nervoso e tornò a recitare. Nel 1942 fu scritturato per il ruolo di Albert Fosdike nel film di Noël Coward In Which We Serve. Presentatosi in ritardo al suo primo giorno di riprese, Coward lo rimproverò di fronte al cast e alla troupe per la sua mancanza di professionalità e, dopo averlo fatto scusare personalmente con tutti, lo licenziò.
Hartnell continuò a interpretare personaggi comici fino a quando non fu scelto per il ruolo del sergente Ned Fletcher in La via della gloria (1944). Da quel momento in poi la sua carriera fu definita interpretando principalmente poliziotti, soldati e teppisti. Questo tipo di casting lo infastidiva, perché anche quando veniva scritturato nelle commedie scopriva di recitare invariabilmente il ruolo del "pesante". Nel 1958, interpretò il sergente nel primo film comico di Carry On, Carry on Sergeant. Apparve nel ruolo del sergente d'armi di Grand Fenwick Will Buckley, un altro personaggio militare, nel film Il ruggito del topo (1959), interpretato da Peter Sellers, e interpretò un consigliere comunale nel film dei fratelli Boulting Heavens Above! (1963), sempre con Sellers.
Il suo primo ruolo regolare in televisione fu quello del sergente maggiore Percy Bullimore in The Army Game nel 1957. Lasciò dopo la prima stagione e tornò per l'ultima stagione nel 1961. Ancora una volta, anche se si trattava di una serie comica, si è ritrovato in un ruolo da "duro". È anche apparso in un ruolo secondario nella versione cinematografica di This Sporting Life (1963), dando una performance sensibile come un anziano talent scout di rugby league noto come "Dad".
Hartnell descriveva sé stesso come "un legittimo attore caratterista del teatro e del cinema".

### Doctor Who(1963–1966–1972)

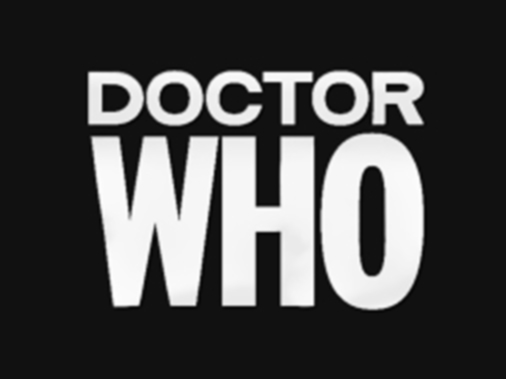
Doctor Who, la celebre serie TV di successo di origine Britannica.

La performance di Hartnell in Io sono un campione, film del 1963, venne notata da Verity Lambert, produttrice televisiva che stava pianificando una nuova serie di fantascienza per la BBC intitolata Doctor Who; e, principalmente grazie alla prova di recitazione data da Hartnell nel film in questione, Lambert gli offrì il ruolo da protagonista nella serie. Anche se Hartnell ebbe delle perplessità iniziali dovute al fatto che la serie era stata concepita come un prodotto per bambini, Lambert ed il regista Waris Hussein riuscirono a convincerlo ad accettare la parte che l'avrebbe reso famoso. La prima puntata di Doctor Who andò in onda in Gran Bretagna il 23 novembre 1963.
Doctor Who fruttò a Hartnell un compenso di 315 sterline a puntata nel 1966, equivalenti a circa 4,050 sterline dei giorni nostri a settimana. A paragone, nel 1966 i co-protagonisti Anneke Wills e Michael Craze ricevevano una paga settimanale di £68 e £52 ad episodio, rispettivamente.
Secondo alcuni dei suoi colleghi in Doctor Who, alle volte poteva essere una persona con la quale era difficile lavorare. Altri, invece, come per esempio gli attori Peter Purves e William Russell, e la produttrice Verity Lambert, parlarono di lui sempre in termini entusiastici anche dopo più di quarant'anni. Secondo altre indiscrezioni, Nicholas Courtney, nelle sue memorie ricordò che durante la registrazione dell'episodio The Daleks' Master Plan, Hartnell fece notare che una comparsa sul set era ebrea, lasciando intendere come il commento di Hartnell fosse "sottilmente" di stampo razzista. Nel corso di una intervista del 2008, Courtney affermò inoltre che Hartnell "era un conservatore nazionalista, un po' intollerante verso le altre razze". Tuttavia, si dimostrò sempre estremamente gentile e corretto con la collega Carole Ann Ford, che è ebrea.
Con il passare degli anni, lo stato di salute di Hartnell andava deteriorandosi (soffriva di arteriosclerosi, e la malattia iniziò a rendergli problematica la memorizzazione delle battute sul copione), e concausa le pessime relazioni con il nuovo team produttivo della serie dopo l'abbandono di Verity Lambert, portò alla sua fuoriuscita da Doctor Who nel 1966.
Quando lasciò la serie, il produttore dello show propose un'idea unica: poiché il Dottore è un alieno, può assumere qualsiasi forma fisica, così da "rigenerare sé stesso". Fu lo stesso William Hartnell a suggerire il nome dell'attore che avrebbe potuto interpretare il nuovo Dottore: Patrick Troughton. Nell'episodio The Tenth Planet della quarta stagione, il Primo Dottore si rigenera nel Secondo Dottore, Troughton.
Nel 1972 William Hartwell torna a interpretare il ruolo del Primo Dottore nella macrostoria The Three Doctors, che vede protagonisti anche il Secondo Dottore e il Terzo Dottore.
Nella storia televisiva del 2020 The Timeless Children William Hartnell smette di essere la prima incarnazione del Dottore. Tuttavia il titolo di "Primo Dottore" rimane nonostante non sia più la prima incarnazione a farsi chiamare "il Dottore".

### Vita privata
Hartnell fu sposato con Heather McIntyre dal 9 maggio 1929 fino alla sua morte; i due ebbero una figlia, Heather Anne, e due nipoti. Dopo aver vissuto al 51 di Church Street, Isleworth, accanto a Hugh Blaker, gli Hartnell vissero sull'isola di Thames Ditton. Poi, negli anni '60, si trasferirono in un cottage a Mayfield, nel Sussex. Vissero in tarda età a Sheephurst Lane a Marden, nel Kent. Heather Hartnell morì nel 1984.
La salute di Hartnell peggiorò durante i primi anni settanta e, nel dicembre 1974, fu ricoverato in ospedale a tempo indeterminato. All'inizio del 1975 fu colpito da una serie di ictus, causati da una malattia cerebrovascolare, e morì nel sonno in ospedale per insufficienza cardiaca il 23 aprile 1975, all'età di 67 anni.

### Eredità
L'unica biografia pubblicata su di lui è di sua nipote, Judith "Jessica" Carney, intitolata Who's There? La vita e la carriera di William Hartnell. Il libro è stato pubblicato per la prima volta nel 1996 da Virgin Publishing. Per celebrare il 50º anniversario di Doctor Who, Carney, con Fantom Publishing, ha rivisto e ripubblicato il libro nel 2013.
Per il 50º anniversario di Doctor Who nel 2013 la BBC ha trasmesso An adventure in Space and Time, una drammatizzazione degli eventi che circondano la creazione della serie, che ha visto l'attore David Bradley interpretare Hartnell.
Una targa blu che segna il lavoro di Hartnell nel cinema e nella televisione è stata inaugurata agli Ealing Studios da Carney il 14 ottobre 2018.

## Filmografia

### Cinema
- Say It with Music, regia di Jack Raymond (1932)
- I'm an Explosive, regia di Adrian Brunel (1933)
- Follow the Lady, regia di Adrian Brunel (1933)
- The Lure, regia di Arthur Maude (1933)
- Swinging the Lead, regia di David MacKane (1934)
- The Perfect Flaw, regia di H. Manning Haynes (1934)
- Seeing is Believing, regia di Redd Davis (1934)
- Old Faithful, regia di Maclean Rogers (1935)
- While Parents Sleep, regia di Adrian Brunel (1935)
- Il Presidente si diverte (The Guv'nor), regia di Milton Rosmer (1935)
- Nothing Like Publicity, regia di Maclean Rogers (1936)
- Viva la gloria (Le vie parisienne), regia di Robert Siodmak (1936)
- Il cerchio rosso (The Crimson Circle), regia di Reginald Denham (1936)
- The Shadow of Mike Emerald, regia di Maclean Rogers (1936)
- Midnight at Madame Tussaud's, regia di George Pearson (1936)
- Sei ore a terra (Farewell Again), regia di Tim Whelan (1937)
- They Drive By Night, regia di Arthur B. Woods (1938)
- Too Dangerous to Live, regia di Anthony Hankey e Leslie Norman (1939)
- Murder Will Out, regia di Roy William Neil (1939)
- Freedom Radio, regia di Anthony Asquith (1941)
- The Peterville Diamond, regia di Walter Forde (1942)
- Flying Fortess, regia di Walter Forde (1942)
- They Flew Alone, regia di Herbert Wilcox (1942)
- The Goose Steps Out, regia di Will Hay e Basil Dearden (1942)
- Agguato sul rapido (Suspected Person), regia di Lawrence Huntington (1942)
- Sabotage at Sea, regia di Leslie S. Hiscott (1942)
- The Bells Go Down, regia di Basil Dearden (1943)
- The Dark Tower, regia di John Harlow (1943)
- Headline, regia di John Harlow (1944)
- La via della gloria (The Way Ahead), regia di Carol Reed (1944)
- The Agitator, regia di John Harlow (1945)
- Strawberry Roan, regia di Maurice Elvey (1945)
- La parola che uccide (Murder in Reverse), regia di Montgomery Tully (1945)
- Appointment With Crime, regia di John Harlow (1946)
- Fuggiasco (Odd Man Out), regia di Carol Reed (1946)
- Il porto delle tentazioni (Temptation Harbour), regia di Lance Comfort (1947)
- Brighton Rock, regia di John Boulting (1947)
- Il fuggitivo (Escape), regia di Joseph L. Mankiewicz (1948)
- Now Barabbas, regia di Gordon Parry (1949)
- The Lost People, regia di Muriel Box e Bernard Knowles (1949)
- Double Confession, regia di Ken Annakin (1950)
- L'uomo in nero (The Dark Man), regia di Jeffrey Dell (1951)
- Stupenda conquista (The Magic Box), regia di John Boulting (1952)
- L'uomo dai cento volti (The Ringer), regia di Guy Hamilton (1952)
- The Pickwick Papers, regia di Noel Langley (1952)
- The Holly and the Ivy, regia di George More O'Ferrall (1952)
- Lo stravagante Mister Morris (Will Any Gentleman...?), regia di Michael Anderson (1953)
- I perversi (Footsteps in the Fog), regia di Arthur Lubin (1955)
- Josephine and Men, regia di Roy Boulting (1955)
- Tons of Trouble, regia di Leslie S. Hiscott (1956)
- Operazione fifa (Private's Progress), regia di John Boulting (1956)
- Doublecross, regia di Anthony Squire (1956)
- Fuoco sullo Yangtse (Yangtse Incident: The Story of H.M.S. Amethyst), regia di Michael Anderson (1957)
- I piloti dell'inferno (Hell Drivers), regia di Cy Endfield (1957)
- The Hypnotist, regia di Montgomery Tully (1957)
- Date With Disaster, regia di Charles Saunders (1957)
- La grande s...parata (Carry on Sergeant), regia di Gerald Thomas (1958)
- On The Run, regia di Ernest Morris (1958)
- Strictly Confidential, regia di Charles Saunders (1959)
- The Desperate Man, regia di Peter Maxwell (1959)
- The Night We Dropped a Clanger, regia di Darcy Conyers (1959)
- Il fronte della violenza (Shake Hands with the Devil), regia di Michael Anderson (1959)
- Il ruggito del topo (The Mouse That Roared), regia di Jack Arnold (1959)
- Jackpot, regia di Montgomery Tully (1960)
- And the Same to You, regia di George Pollock (1960)
- La gang del kimono (Piccadilly Third Stop), regia di Wolf Rilla (1960)
- Io sono un campione (This Sporting Life), regia di Lindsay Anderson (1963)
- Lassù qualcuno mi attende (Heavens Above!), regia di John e Roy Boulting (1963)
- Le donne del mondo di notte (The World Ten Times Over), regia di Wolf Rilla (1963)
- Tecnica di un crimine (Tomorrow at Ten), regia di Lance Comfort (1964)

### Televisione
- Douglas Fairbanks, Jr., Presents – serie TV, 1 episodio (1955)
- London Playhouse – serie TV, 1 episodio (1955)
- The Errol Flynn Theatre – serie TV, episodio 1x13 (1956)
- A Santa for Christmas, regia di Brian Tesler – film TV (1956)
- The Army Game – serie TV, 13 episodi (1957-1960)
- Dial 999 – serie TV, 2 episodi (1958-1959)
- Probation Officer – serie TV, 1 episodio (1959)
- The Flying Doctor – serie TV, 1 episodio (1959)
- ITV Television Playhouse – serie TV, 2 episodi (1960)
- Kraft Mistery Theatre – serie TV, 1 episodio (1961)
- Ghost Squad – serie TV, 1 episodio (1961)
- The Plane Makers – serie TV, 1 episodio (1963)
- Doctor Who – serie TV, 138 episodi (1963-1966, 1973) - Il Dottore
- I gialli di Edgar Wallace (The Edgar Wallace Mystery Theatre) – serie TV, episodio 4x09 (1964)
- No Hiding Place – serie TV, 1 episodio (1967)
- Doppia sentenza (Softly, Softly) – serie TV, 1 episodio (1968)
- Crime Passion – serie TV, 1 episodio (1970)

## Doppiatori italiani
- Manlio Busoni in I piloti dell'inferno
- Stefano Sibaldi in I perversi
- Renato Turi in Il ruggito del topo
- Enrico Maggi in Doctor Who